# Dusty Hare
William Henry Hare, detto Dusty (Newark-on-Trent, 29 novembre 1952), è un ex rugbista a 15 internazionale per l'Inghilterra, che nel ruolo di estremo è tra i più prolifici marcatori della disciplina, avendo realizzato in carriera seniores più di settemila punti.
Oltre alla vittoria con il Grande Slam nel Cinque Nazioni 1980 con la nazionale inglese, vanta la presenza nel tour 1983 dei British and Irish Lions in Nuova Zelanda.
Agricoltore di professione, ha lavorato anche come talent-scout per Leicester e Northampton.

## Biografia
Proveniente da una famiglia di agricoltori del villaggio di South Clifton, parrocchia civile di Newark nel Nottinghamshire, Hare si dedicò originariamente al cricket nel ruolo di battitore, disciplina nella quale rappresentò la contea in sei incontri Limited Overs tra il 1971 e il 1977; parallelamente militava nelle giovanili del club rugbistico del Nottingham e, dopo tre anni in prima squadra, fu convocato per l'Inghilterra con cui esordì nel corso del Cinque Nazioni 1974 a Twickenham contro il Galles.
Nel 1976 si trasferì al Leicester nel quale trascorse 13 stagioni durante cui si impose come uno dei più prolifici realizzatori e, nel 1981, il più prolifico in assoluto, raggiungendo la quota-record di 3651 punti in tutti gli incontri seniores (prima squadra di club, nazionale, rappresentativa di contea e Barbarians) disputati; tale record fu ritoccato più volte fino al picco di 7337 a fine carriera, dei quali 4507 solo a Leicester ed è, al 2022, insuperato.
Con la squadra nazionale Hare vinse il Cinque Nazioni 1980 con il Grande Slam; nel 1981, pur non vincendolo, si impose come miglior marcatore di quell'edizione con 30 punti; nel 1983 fu convocato per il tour dei British and Irish Lions in Nuova Zelanda, in nessun test match dei quali fu tuttavia schierato: scese in campo in sei incontri infrasettimanali nei quali marcò 88 punti.
Nell'anno di fine carriera fu insignito dell'onorificenza di membro dell'Ordine dell'Impero Britannico per il suo contributo al rugby.
Dopo la fine dell'attività sportiva divenne allevatore, ma nel 2001 vendette la sua fattoria per seguire a tempo pieno la sua professione di osservatore e talent-scout di rugby presso il Leicester, incarico che ricopriva dal 1994; dopo una parentesi di 7 anni al Northampton, dal 2017 lavora di nuovo per Leicester.